# جامع جهرم
جامع جهرم (بالفارسية: مسجد جامع جهرم) هو مسجد تاريخي يعود إلى عصر الدولة السلجوقية، ويقع في جهرم.